# Premis Pulitzer de 1940
Els següents són els Premis Pulitzer de 1940.

## Premis de periodisme
- Servei Públic:
  - Waterbury Republicano-Americà per la seva campanya exposant la corrupció municipal.
  - Menció honorífica al San Francisco Chronicle per "la seva participació en la resolució de la vaga del front marítim i dels magatzems a San Francisco, del 22 de juny a l'1 de desembre de 1939".[1]
- Informació:
  - S. Burton Heath del New York World-Telegram per la seva exposició dels fraus perpetrats pel jutge federal Martin T. Manton, que va dimitir i va ser jutjat i empresonat.
- Corresponsalia:
  - Otto D. Tolischus del New York Times pels seus reportatges des de Berlín.
  - Menció honorífica a Lloyd Lehrbas, de l'Associated Press, pels seus reportatges des de Varsòvia, Bucarest i Ankara.[1]
- Redacció Editorial:
  - Bart Howard del St. Louis Post-Dispatch per la seva distingida redacció editorial durant l'any.[2]

- Caricatura Editorial:

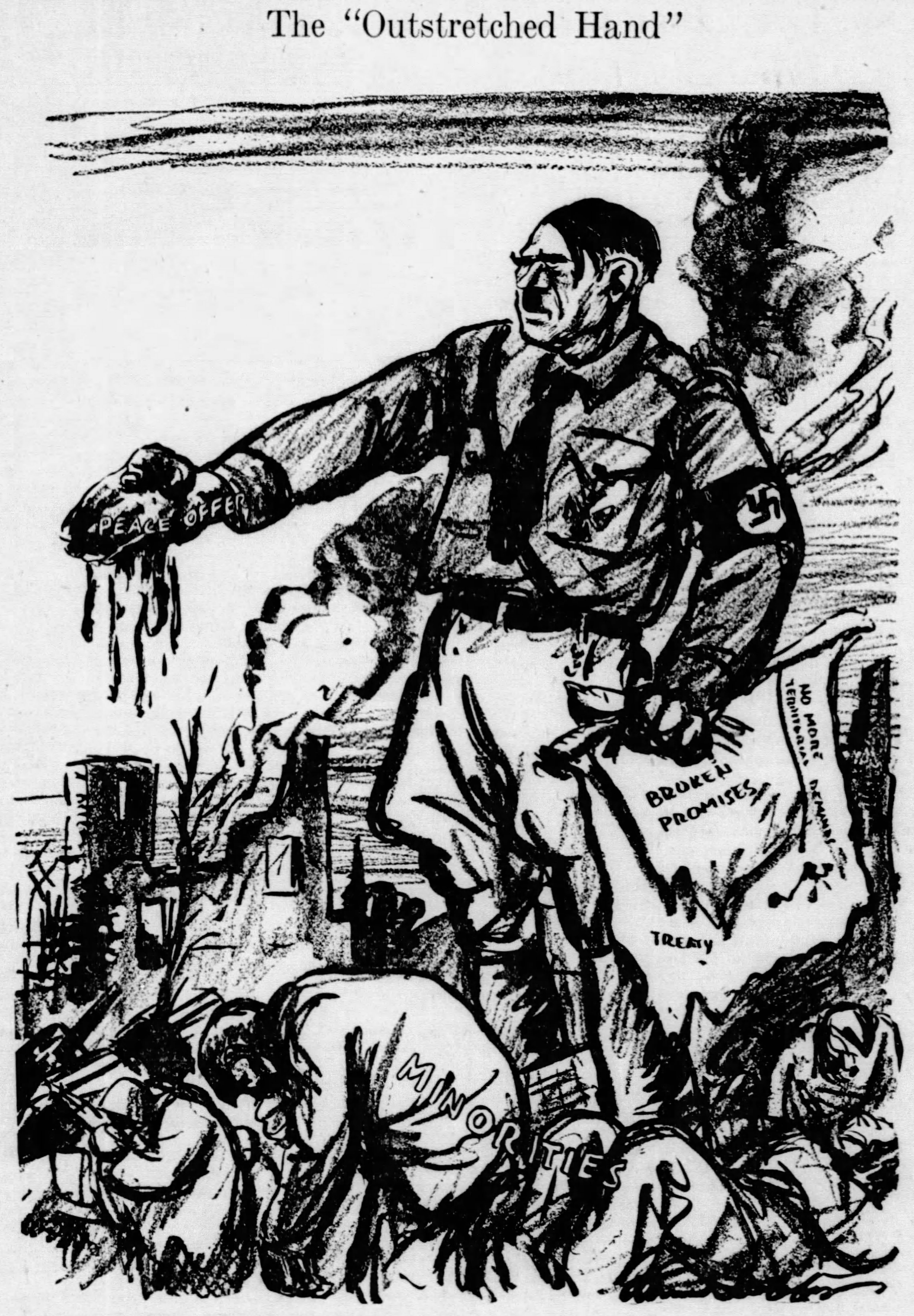
"The 'Outstretched Hand'", la Caricatura Editorial premiada

  - Edmund Duffy de The Baltimore Sun per "The 'Outstretched Hand'".

## Premis de lletres i drama
- Novel·la:
  - The Grapes of Wrath (El raïm de la ira) de John Steinbeck (Viking).
- Drama:
  - The Time of Your Life (El temps de la teva vida) de William Saroyan (Harcourt).
- Història:
  - Abraham Lincoln: The War Years (Abraham Lincoln: Els anys de guerra) de Carl Sandburg (Harcourt).
- Biografia o autobiografia:
  - Woodrow Wilson, Life and Letters (Woodrow Wilson, Vida i lletres). Vols. VII i VIII de Ray Stannard Baker (Doubleday).
- Poesia:
  - Collected Poems (Poemes col·leccionats) de Mark Van Doren (Holt).